# Le ricamatrici
Le ricamatrici è un film del 2004 diretto da Éléonore Faucher, presentato alla Settimana internazionale della critica del 57º Festival di Cannes.

## Trama
Claire ha diciassette anni e quando scopre di essere incinta di cinque mesi, decide di partorire in gran segreto, convinta di dare suo figlio in adozione. Trova rifugio dalla signora Melikian, una ricamatrice che lavora per l'alta moda. Giorno per giorno, man mano che la pancia di Claire cresce, fra le due donne si instaura un rapporto madre-figlia.

## Riconoscimenti
- 2005 - Festival du Film de Cabourg
  - Swann d'oro alla miglior rivelazione femminile (Lola Naymark)
- 2005 - Premio Lumière
  - Migliore promessa femminile (Lola Naymark)